# パディー・マッカーシー
パトリック・リチャード・マッカーシー（英語: Patrick Richard McCarthy、1983年5月31日 - ）は、アイルランド共和国の元サッカー選手、現サッカー指導者。ポジションはDF。

## クラブ歴
ダブリン生まれ。2000年にマンチェスター・シティFCの下部組織に加入し、2002年にトップチームに昇格。ボストン・ユナイテッドFCに期限付き移籍し選手初出場を記録、ボストン・ユナイテッドは2003年2月に完全移籍に動いたが成功しなかった。その後、ノッツ・カウンティFCを経てマンチェスター・シティに復帰したが、出場機会は殆ど無かった。
2005年3月に10万ポンドでレスター・シティFCに完全移籍し3年契約を締結。ファンからの人気も高く、2006年7月に主将に就任した。しかし2007年2月の練習中に肩が外れて主将として迎えた初シーズンは半分弱を残して終了した。このシーズンにレスター側は新たな契約を提示していたが、本人が退団の意思を示した。
2007年6月に65万ポンドでチャールトン・アスレティックFCに完全移籍。
2008年夏にマーク・ハドソンと入れ替わる形でクリスタル・パレスFCに完全移籍した。初年度から2年間は肩の怪我に悩まされ出場数も伸びなかったが、主将として貢献した。
2012-13シーズンは鼠蹊部の怪我で1年全てを棒に振り、プレミアリーグに昇格した2013-14シーズンも出場が僅かに1試合であった。それでもクラブは2014年9月に1年の契約延長を提示し合意した。契約延長をしても出場機会がないのは相変わらずで、結局同年10月3日にフットボールリーグ1のシェフィールド・ユナイテッドFCに1ヶ月の期限付き移籍となった。翌日に移籍後初出場を記録、1得点も記録した。期限付き移籍が終わると、11月8日のマンチェスター・ユナイテッドFC戦でベンチ入りをしたが、その三日後に12月28日まで再びシェフィールド・ユナイテッドに期限付き移籍する事が発表された。再加入後初の試合では退場処分となったが、チームは勝利した。
2015年3月にフットボールリーグ・チャンピオンシップのボルトン・ワンダラーズFCに期限付き移籍。その少し前には、ボルトン・ワンダラーズの監督であるニール・レノンを名乗る者からウェスト・ブロムウィッチ・アルビオンFCの監督であるトニー・ピューリスに対してガレス・マコーリーを要求する電話がかかっており、これに対してピューリスがマッカーシーを提案していた。結果として偶然ながらボルトン・ワンダラーズは正式に彼を期限付き移籍で獲得するという余話があった。ボルトン・ワンダラーズでは5試合に出場したが、怪我が再発したためにクリスタル・パレスに送り返された。
同年10月3日に昇格組のプレストン・ノースエンドFCに93日の期限付き移籍、同日の古巣シェフィールド・ユナイテッド戦で移籍後初出場となった。しかし怪我のため10分で交代した。
2016年6月13日、同月末の契約満了を以て放出が発表された。

## 代表歴
U-16代表としてUEFA U-16欧州選手権2000に参加。U-19代表としてはUEFA U-19欧州選手権2002に参加している。
2009年9月には南アフリカ共和国代表との親善試合に臨むアイルランド共和国代表に招集されたが、出場はなかった。

## 指導歴
2016年12月にケン・ギラードの後任としてクリスタル・パレスのU-18コーチに就任。その後2021年8月にU-23の監督に就任した。